# Аурах-ам-Хонгар
Аурах-ам-Хонгар (нем. Aurach am Hongar) — коммуна (нем. Gemeinde) в Австрии, в федеральной земле Верхняя Австрия.
Входит в состав округа Фёклабрук.  Население составляет 1573 человека (на 31 декабря 2005 года). Занимает площадь 25 км². Официальный код  —  41705.

## Политическая ситуация
Бургомистр коммуны — Франц Феллингер (АНП) по результатам выборов 2003 года.
Совет представителей коммуны (нем. Gemeinderat) состоит из 19 мест.
- АНП занимает 9 мест.
- СДПА занимает 9 мест.
- АПС занимает 1 место.